# Bucanj mali
Bucanj mali (lat. Ranzania laevis) riba je iz porodice Zrakoperki. Ovo je jedna od dvije vrste bucnja koji je ulovljen u Jadranskom moru. Može narasti do jednog metra duljine, specifičnog je izgleda, što mu je donijelo narodni naziv mali mih. 
Živi u morima tropskim morima i morima umjerene temperature, pelagijski - neovisno o morskom dnu, na dubini do 140 m. Stanište mu je istočni Tihi ocean, od Kalifornije do Čilea, rijetko zalazi sjevernije od Meksika,  zapadni Atlantik oko Floride, Kariba te Venezuele i Brazila, zatim istočni Atlantik od Madeire do Skandinavskog poluotoka, oko obala Senegala i Sijera Leone, također i oko obala južne Afrike. Zalazi u Mediteran, gdje ga se također može pronaći.
Hrani se planktonskim račićima, mekušcima, manjim ribama, rakovima, algama, meduzama. Imaju mala usta u odnosu na svoju veličinu, bez zuba, uvučena u tijelo. Mali bucanj je nejestiv, jer mu se meso kuhanjem pretvara u ljepilo. Ponegdje ga se i upotrebljava u tu svrhu pa ga ponegdje čak i koriste u tu svrhu.

## Vanjske poveznice
|  | Zajednički poslužitelj ima još gradiva o temi Bucanj mali |
|  | Wikivrste imaju podatke o taksonu Bucanj mali             |